# John Garner (Band)

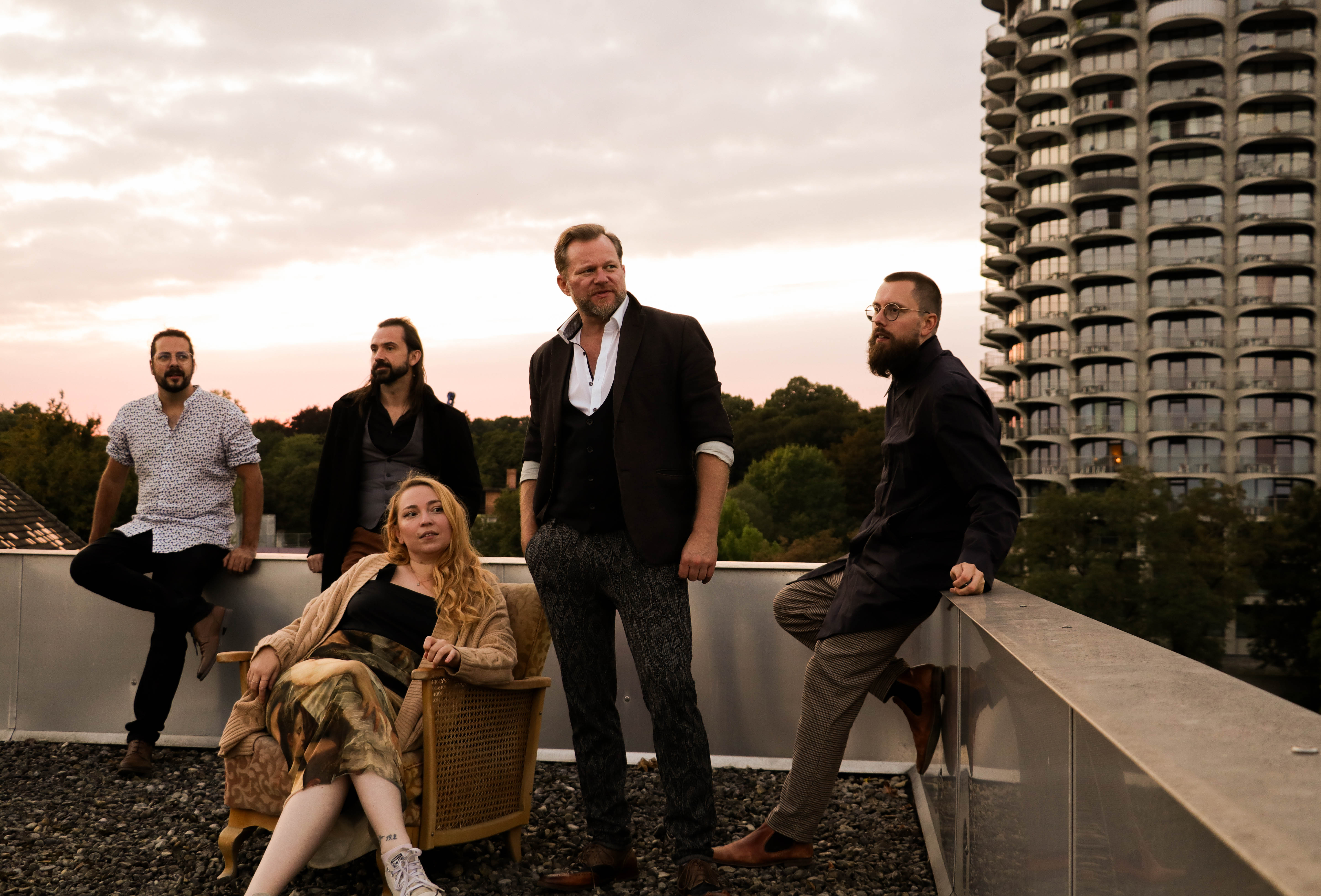
JOHN GARNER in der neuen Besetzung seit 2022, vor dem Hotelturm Augsburg

John Garner ist eine deutsche Band, die 2014 in Augsburg gegründet wurde.

## Geschichte
Stefan Krause gründete das Projekt John Garner im Jahr 2014. Im gleichen Jahr kam Chris Sauer dazu. 2016 trat Lisa Seifert dem Projekt bei, welches dann 2 Jahre als Trio auftrat. Die Band war u. a. mit Mighty Oaks und Fiddler’s Green auf Tour. Es gab europaweite Auftritte, u. a. in Deutschland, Österreich, Italien und Frankreich. Insgesamt waren es bereits über 400 Konzerte. Seit 2018 ist die Band in größerer Formation zu sehen. Zur Besetzung gehören seitdem Carlo Gruber (Kontrabass, E-Bass) und Felix Bönigk (E-Gitarre, Banjo, Piano).
2019 gewann die Band die erste Ausgabe der ProSieben-Show My Hit. Your Song. mit einem Cover Song von Olly Murs.

## Diskografie
- 2015: Quiet Loud (EP, Issa Records)
- 2017: Writing Letters (Album, Issa Records)
- 2018: See You There (Album, Broken Silence)
- 2020: Heart (EP, Broken Silence)
- 2020: Beat (EP)
- 2021: Heartbeat (Album)
- 2022: Bills (Single, zusammen mit Mr Alboh)
- 2022: 1, 2, 3, 4, 5 (Single)
- 2022: 2000 Miles (Single)
- 2024: Together

## Auszeichnungen
- 2019: Gewinner der ersten Ausgabe der ProSieben-Show My Hit. Your Song. am 17. Januar 2019[5]
- 2019: Gewinner des Augsburger Pop-Preis „Roy“ in der Kategorie „Künstler des Jahres“ am 19. Juni 2019[6]